# Karl Friedrich von Oertzen
Karl Friedrich von Oertzen (né le 22 janvier 1844 à Rostock et mort le 9 novembre 1914 à Weimar) est un avocat administratif prussien et ministre de la principauté de Lippe.

## Biographie
Karl Friedrich von Oertzen appartenait à l'ancienne famille noble du Mecklembourg Oertzen et est le fils du ministre d'État grand-ducal de Mecklembourg-Schwerin Jasper von Oertzen (de) et de son épouse Amanda, née Schuback. Jasper von Oertzen (de) est son frère.
Karl Friedrich von Oertzen étudie le droit à l'université Eberhard-Charles de Tübingen et à l'université Georges-Auguste de Göttingen. Il est membre du Corps Saxonia Göttingen (1864) et du Corps Suevia Tübingen (de) (1865). À partir de juillet 1875, il travaille au ministère des Affaires étrangères. Le 27 mai 1880, il devient administrateur provisoire de l'arrondissement de Schlüchtern, du 16 août 1880 à 1889 administrateur de l'arrondissement de Grevenbroich (de), puis à partir du 2 mars 1889, administrateur de l'arrondissement d'Hanau (de). Pendant cette période, il est également député du parlement communal de Cassel et de 1892 à 1894 du parlement provincial de Hesse-Nassau (de).
En 1895, il s'installe dans la principauté de Lippe en tant que ministre (plus tard : ministre d'État). Cette fonction corresponde à celle d'un ministre-président. Il est le principal fonctionnaire de l'État au plus fort du conflit de succession de Lippe. Lorsque le comte Ernest de Lippe-Biesterfeld obtient la régence dans le cadre du conflit de 1897, von Oertzen demande son renvoi. Il devient ensuite président de district de la province (prussienne) de Hohenzollern et de 1900 à 1908 du district de Lunebourg.
Il est marié depuis le 8 novembre 1881 avec Constance née baronne von Senarclens-Grancy, fille de l'écuyer en chef du grand-duc de Hesse et major général à la suite du baron Auguste de Senarclens de Grancy. Le couple a six enfants.